# Dampierre-sur-Linotte
Dampierre-sur-Linotte ist eine Gemeinde im französischen Département Haute-Saône in der Region Bourgogne-Franche-Comté.

## Geographie
Dampierre-sur-Linotte liegt auf einer Höhe von 260 m über dem Meeresspiegel, etwa 13 Kilometer südsüdöstlich der Stadt Vesoul (Luftlinie). Das Haufendorf erstreckt sich in der weiten Talmulde der Linotte nördlich des Flusstals des Ognon, zwischen den Waldhöhen des Bois de la Côte im Osten und des Grand Bois de Dampierre im Norden.
Die Fläche des 32,48 km² großen Gemeindegebiets umfasst einen Abschnitt der gewellten Landschaft zwischen den Flusstälern von Ognon im Süden und Saône im Nordwesten. Der zentrale Teil des Gebietes wird in Nordost-Südwest-Richtung von der breiten Mulde der Linotte durchquert, die durchschnittlich auf 260 m liegt. Die rund ein Kilometer breite Niederung besteht aus Alluvialböden und wird landwirtschaftlich genutzt.
Flankiert wird das Tal der Linotte auf beiden Seiten von plateauartigen Anhöhen, die teils mit Acker- und Wiesland, teils mit Wald bestanden sind. Östlich des Tals steigt das Gelände zu den Hochflächen des Bois de la Côte (325 m) und des Bois du Petit Pas (bis 340 m) an, die durch die Talfurchen der Quellbäche der Linotte untergliedert sind. Dieser Geländeabschnitt besteht aus Kalkschichten der oberen Jurazeit. Westlich des Linotte-Tals treten Kalksteine der mittleren Jurazeit zutage. Hier befinden sich die Plateaus des Bois de la Bouloie (318 m) und des ausgedehnten Grand Bois de Dampierre (361 m). Es gibt keine oberirdischen Fließgewässer, weil das Niederschlagswasser im verkarsteten Untergrund versickert. Ganz im Norden reicht das Gemeindeareal bis auf den Hügelrücken des Montcuchot, auf dem  mit 393 m die höchste Erhebung von Dampierre-sur-Linotte erreicht wird.
Zu Dampierre-sur-Linotte gehören neben dem eigentlichen Ort verschiedene Weiler und Hofsiedlungen, darunter:
- Trevey (290 m) auf einer Geländeterrasse auf der östlichen Seite des Linotte-Tals
- Presle (270 m) in der Talmulde am Zusammenfluss von Ruisseau des Grouvots und Linotte
- Les Gillots (278 m) am Westfuß des Bois de la Côte
- Les Marmets (282 m) südlich des Montcuchot

Nachbargemeinden von Dampierre-sur-Linotte sind Neurey-lès-la-Demie, Villers-le-Sec und Noroy-le-Bourg im Norden, Vallerois-le-Bois, Chassey-lès-Montbozon, Thieffrans und Cognières im Osten, Bouhans-lès-Montbozon und Fontenois-lès-Montbozon im Süden sowie Vy-lès-Filain und Filain im Westen.

## Geschichte

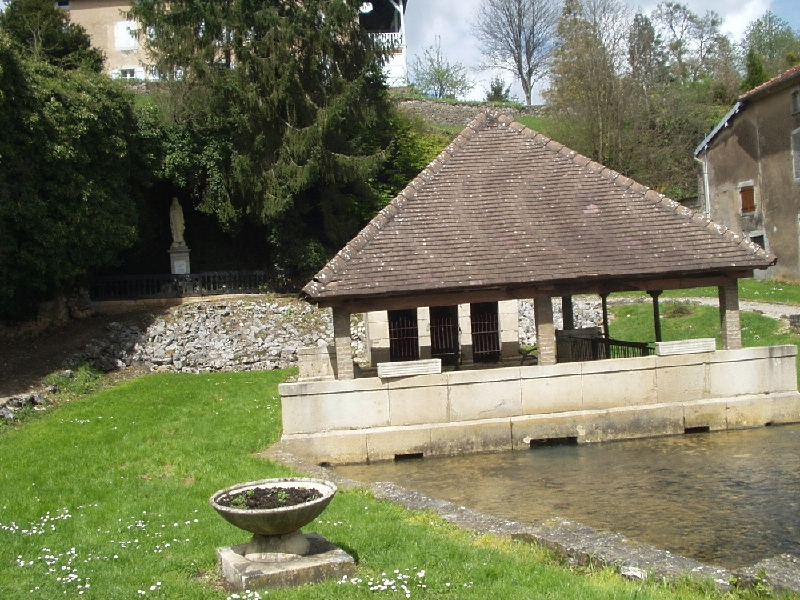
Dampierre-sur-Linotte: Quelle des Hl. Maimboeuf

Das Tal der Linotte war vermutlich bereits zur Zeit der Merowinger besiedelt. Am 23. Januar 840 töteten Dorfbewohner einen irischen Mönch aus dem Kloster von Luxeuil, der hier vorbeizog. Er wurde später Saint-Maimboeuf genannt. Der Ortsname erscheint als de domni Petra 1183 erstmals in den Urkunden. Aus späterer Zeit sind Dampna Petra (1275), Dampiere (1280) und schließlich Dampierre (1406) überliefert. Dampierre besteht aus den Namen domnus (Herr, auch Heiliger) und Petrus, womit eine Pfarrei gemeint ist, die unter dem Schutz des Heiligen Petrus steht.
Im Mittelalter gehörte Dampierre zur Freigrafschaft Burgund und darin zum Gebiet des Bailliage d’Amont. Vermutlich bestand hier seit dem 13. Jahrhundert ein Haus des Templerordens. Während des Dreißigjährigen Krieges wurde der Ort von schwedischen Truppen heimgesucht und verwüstet. Zusammen mit der Franche-Comté gelangte Dampierre mit dem Frieden von Nimwegen 1678 definitiv an Frankreich. Seit der Zeit der Französischen Revolution hieß der Ort Dampierre-lès-Montbozon. 1879 wurde die Gemeinde offiziell in Dampierre-sur-Linotte umbenannt. Zu einer Gebietsveränderung kam es 1972, als die vorher eigenständigen Gemeinden Presle (1968: 117 Einwohner) und Trevey (1968: 41 Einwohner) mit Dampierre-sur-Linotte fusionierten. Seit 2000 ist Dampierre-sur-Linotte Mitglied des 21 Ortschaften umfassenden Gemeindeverbandes Communauté de communes du Pays de Montbozon.

## Sehenswürdigkeiten
Die Kirche von Dampierre-sur-Linotte wurde 1853 an der Stelle eines Vorgängerbaus neu errichtet. Sie besitzt reiches Mobiliar aus dem 18. und 19. Jahrhundert, ein hölzernes Kruzifix aus dem 14. Jahrhundert und die steinerne Statue des Saint-Maimboeuf aus dem 13. Jahrhundert. Nördlich der Kirche steht der Brunnen Saint-Maimboeuf. Von 1862 stammt die Kirche Saint-Pierre von Presle mit einem Steinkreuz (17. Jahrhundert) und zwei Statuen aus dem 18. Jahrhundert. Die kleine Kapelle Notre-Dame de l’Assomption im Weiler Trevey wurde 1732 erbaut.

## Bevölkerung
| Jahr                       | 1962 | 1968 | 1975 | 1982 | 1990 | 1999 |
| Einwohner                  | 529  | 557  | 606  | 709  | 697  | 696  |
| Quellen: Cassini und INSEE |      |      |      |      |      |      |

Mit 725 Einwohnern (2007) gehört Dampierre-sur-Linotte zu den kleinen Gemeinden des Département Haute-Saône. Nachdem die Einwohnerzahl in der ersten Hälfte des 20. Jahrhunderts deutlich abgenommen hatte (1881 wurden noch 907 Personen gezählt), wurde seit Beginn der 1970er Jahre wieder ein leichtes Bevölkerungswachstum verzeichnet.

## Wirtschaft und Infrastruktur
Dampierre-sur-Linotte war bis weit ins 20. Jahrhundert hinein ein vorwiegend durch die Landwirtschaft (Ackerbau, Obstbau und Viehzucht) und die Forstwirtschaft geprägtes Dorf. Daneben gibt es heute verschiedene Betriebe des Kleingewerbes, vor allem in den Branchen Holzverarbeitung, Feinmechanik und Verpackungsindustrie. Mittlerweile hat sich das Dorf auch zu einer Wohngemeinde gewandelt. Viele Erwerbstätige sind deshalb Wegpendler, die in den größeren Ortschaften der Umgebung ihrer Arbeit nachgehen.
Die Ortschaft liegt abseits der größeren Durchgangsachsen an einer Departementsstraße, die von Montbozon nach Vallerois-le-Bois führt. Weitere Straßenverbindungen bestehen mit Vesoul, Vy-lès-Filain und Cognières.